# Apple A4

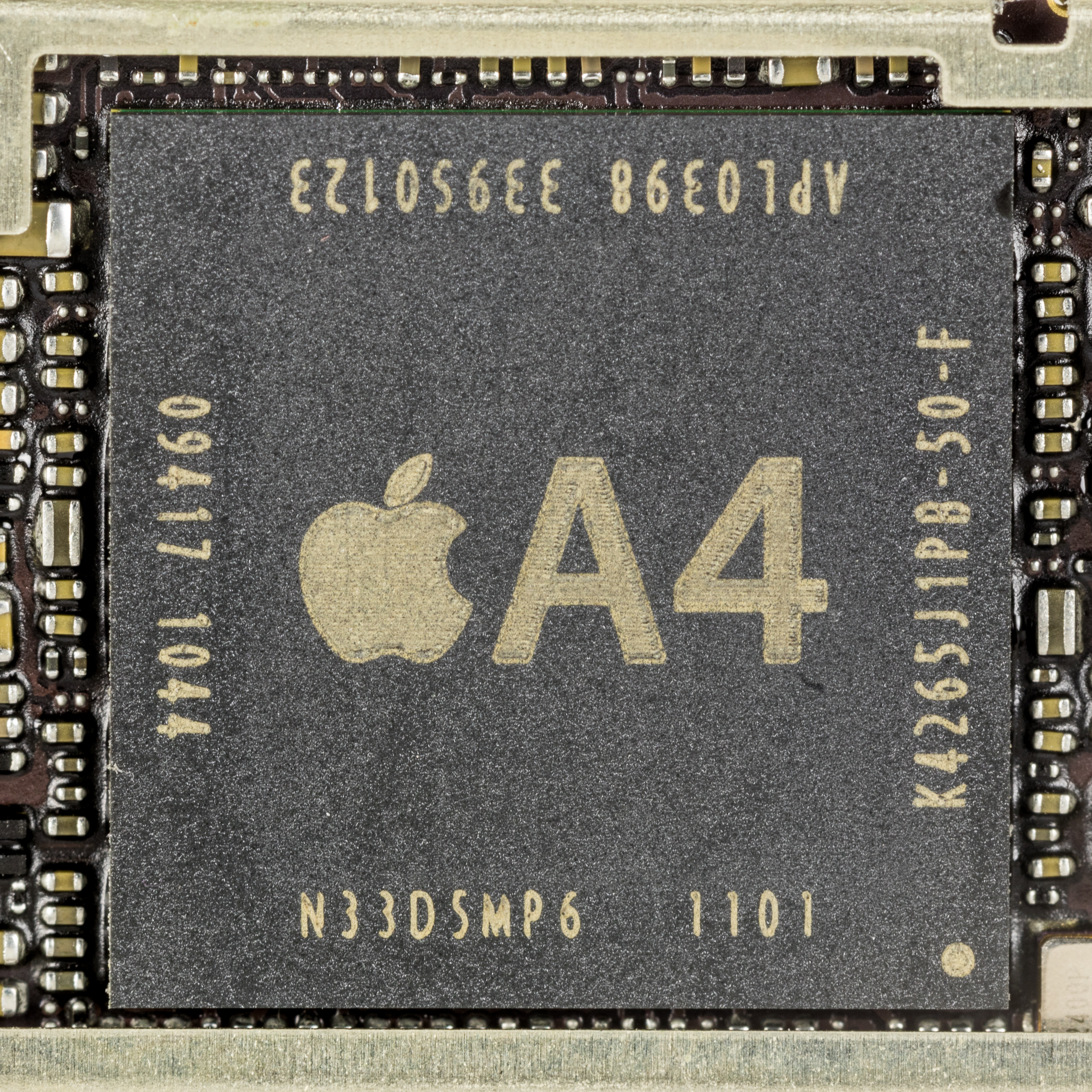
Procesor Apple A4

Apple A4 – procesor firmy Apple. Stanowi jednostkę centralną tabletu Apple iPad, iPhone 4 oraz odtwarzacza iPod touch. Taktowany jest zegarem 800 MHz i ma 512 kb pamięci L2.
Premiera procesora odbyła się 27 stycznia 2010 roku. Kryształ procesora umieszczono w jednej obudowie z dwoma kryształami pamięci operacyjnej SDRAM. Wykonany został w procesie technologicznym 45 nm. Posiada jedno jądro o nazwie kodowej S5L8930 w architekturze ARM Cortex-A8 oraz zintegrowane jądro graficzne PowerVR SGX 535. Wyprodukowany został przez firmę Samsung.